# Jaroslav Fidra
Jaroslav Fidra (7. července 1909 Nový Dvůr – 22. února 1982 České Budějovice) byl český architekt a stavební inženýr.

## Životopis
Narodil se v Českomoravské vrchovině, ale jeho dílo bylo spjato většinou s jižními Čechami. V roce 1929 ukončil gymnázium v Chotěboři a vystudoval Fakultu architektury a pozemního stavitelství ČVUT v Praze.

## Dílo
- 1938–1945: rekonstrukce kláštera Zlatá Koruna[3]
- 1952–1956: Adaptace Beerových novogotických budov zámecké jízdárny a přilehlých prostor pro potřeby Alšovy jihočeská galerie v Hluboké nad Vltavou (ve spolupráci s Břetislavem Štormem)[3]
- 1953: Rekonstrukce Masných krámů v Českých Budějovicích, kde dle jeho návrhu vznikla restaurace[3]
- 1953: Rekonstrukce Zlatokorunského domu v Českém Krumlově[3]
- 1961–1963: Rekonstrukce městského divadla v Třeboni[1][3]
- 1870: Územní plán Zlaté Koruny[3]
- 1981: Památník padlých partyzánů (Leškovice)[4]